# Lepidoscia basiferana
Lepidoscia basiferana is een vlinder uit de familie van de zakjesdragers (Psychidae). De wetenschappelijke naam van deze soort is voor het eerst voorgesteld als Sciaphila basiferana door Francis Walker in een publicatie uit 1863. De spanwijdte bedraagt ongeveer 3 centimeter.
De soort komt voor in Australië (Queensland, Nieuw-Zuid-Wales).